# Ritratto di Francisco Lezcano
Francisco Lezcano (anche noto come Francisco Lezcano, il ragazzo di Vallecas o Il ragazzo di Vallecas) è un dipinto di Diego Velázquez, a olio su tela (107x83 cm), realizzato nel 1642. Oggi l'opera è conservata al Museo del Prado.